# Sədərək (Rayon)
Sədərək ist ein Rayon in Aserbaidschan in der Autonomen Republik Nachitschewan. Die Hauptstadt des Bezirks ist die Stadt Heydərabad. Zum Bezirk gehört die Exklave Kərki, die in Armenien liegt und seit dem Bergkarabachkonflikt von Armenien besetzt ist.

## Geografie
Der Bezirk hat eine Fläche von 151 km² und grenzt im Norden und Osten an Armenien, der Fluss Aras bildet die natürliche Grenze zu Iran. Im Westen grenzt der Rayon an die Türkei.

## Bevölkerung
Der Rayon hat 16.100 Einwohner (Stand: 2021). 2009 betrug die Einwohnerzahl 14.000. Jene verteilen sich auf drei Dörfer und eine größere Siedlung.

## Wirtschaft
Im Gebiet wird fast ausschließlich Landwirtschaft betrieben, eine Kelterei stellt den einzigen verarbeitenden Betrieb dar.

## Kultur
In den Städten Sədərək, Gultepe, Chanag und Kerki liegen archäologische Fundstätten. In Sədərək liegt die Ruine einer Festung des Reichs Urartu.